# Jean Florimond Boudon de Saint-Amans
Jean Florimond Boudon de Saint-Amans (Agen, 24 giugno 1748 – Agen, 28 ottobre 1831) è stato un naturalista francese.
Jean è stato autore di opere che coinvolgono l'agricoltura e la botanica.

## Biografia
All'età di 18 è entrato nel reggimento di fanteria di Vermandois, della quale ha partecipato a viaggi ai Caraibi. Nel 1773, ha lasciato l'esercito, e ha sposato una ricca ereditiera, e tornò nella sua città natale, Agen. Nel 1794 è diventato membro del consiglio di amministrazione del settore agricolo presso il Ministero degli Interni, e due anni dopo è stato nominato professore di storia naturale presso l'Ecole Centrale de Lot-et-Garonne.
Dal 1800 fino alla sua morte nel 1831, ha servito come presidente del Consiglio generale del Lot e Garonna.

## Opere principali
- Fragmens d'un voyage sentimental et pittoresque dans les Pyrénées ou Lettre écrite de ces montagnes, 1789.
- Philosophie entomologique: ouvrage qui renferme les généralités nécessaires pour s'initier dans l'étude des insectes, 1798.
- Description abrégée du département de Lot-et-Garonne, 1800.
- Voyage agricole, botanique et pittoresque, dans une partie des Landes de Lot et Garonne, et de celles de la Gironde, 1812.
- Flore agenaise; ou, Description méthodique des plantes observées dans le département de Lot-et-Garonne et dans quelques parties des départemens voisins, 1821.
- Essai sur les antiquités du département de Lot-et-Garonne, 1859.[3]